# Kamome Shirahama
Kamome Shirahama (Shirahama Kamome) es una mangaka e ilustradora japonesa. Su obra más conocida es Atelier of Witch Hat (Tongari Bōshi no Atelier) por la cual ha ganado premios tales como el Premio Eisner, el Premio Harvey y dos nominaciones al Premio Kodasha de Manga, entre otros. Ha creado también diversas portadas variantes para Marvel.

## Trayectoria
Nació en Japón, en mayo 7. Se graduó del programa de diseño de la Universidad Nacional de Bellas Artes y Música de Tokio. Cita en sus influencias a El Señor de los Anillos, Harry Potter, como también los estilos artísticos del Art Noveau y el Art Deco. Su estilo artístico también tiene múltiples influencias, como  Alfons Mucha, Mœbius, Hayao Miyazaki, and Moto Hagio, entre otros.
Su historia debut, Watashi no Kuro-chan, fue publicada por Enterbrain in Fellows! in 2011. En 2012 publicó por primera vez una historia con varios capítulos, Eniale & Dewiela. La serie terminó en julio de 2015, después de ser serializada por dos años.
Empezó a hacer portadas e ilustraciones para Marvel Comics, DC Comics y Star Wars en 2015, después de que su arte ganara notoriedad en la Comic-Con de Nueva York. En 2016, empezó a serializarse Atelier of Witch Hat en la revista Morning Number Two de Kondasha. Actualmente también trabaja en un spin-off de Atelier of WItch Hat titulado Kitchen of Witch Hat, dibujado por Hiromi Sato. En 2020 se anunció la publicación de Atelier of Witch Hat en México por parte de Panini Manga; en España está serializada por Milky Way Ediciones.
En 2022 publicó una historia de Start Wars titulada The Elder; también participó haciendo diseños para los personajes para la versión animada de la historia. También, ese mismo año, se anunció la adaptación de Atelier of Witch Hat a una serie de anime.

## Obras
- Watashi no Kuro-chan en Fellows! (2011, one-shot, Enterbrain)[8]
- Eniale & Dewiela (Enidevi) en Fellows! (2013–2015, 3 volúmenes, Kadokawa)[11]
- Witch Hat Atelier (2016–actualidad, 12 volúmenes (en junio de 2023) Kodansha)[14][8][16]
  - Witch Hat Kitchen with art by Hiromi Satō (serie spin-off, 2019–actualidad, 4 volúmenes (en abril de 2022), Kodansha)[9]
- Atelier of Witch Hat Reproduction Selection (Tongari Bōshi no Atorie: Fukusei Gengashū) (noviembre 2019, Kodansha)[21]
- Continuation (Shōzen) en Kugutsu Senki 01 (July 2021, Kodansha)
- Star Wars: Visions: The Elder (25 de mayo de 2022, en Big Gangan, Square Enix)[18]

### Como ilustradora o portadista
- I Am Gandhi con textos de Brad Meltzer (2018, Penguin Random House, ISBN 9780525552727)[22]

- Noises: Kuro to Kin no Akanai Kagi. Kōshiki Visual Book (Zawameki: Kuro to Kin no Akanai Kagi. Kōshiki Bijuaru Bukku) (abril de 2011, Ohzora Publishing)
- Kuro to Kin no Akanai Kagi.: Kindan ppppppppno Tobira (julio 2011, Enterbrain)
- Batgirl and the Birds of Prey, portadas variantes para los números #1-19, 21-22 (2016–2018, DC Comics)[23]
- Star Wars: Doctor Aphra, portadas para los números #5-6, 9-13, and volumen #2 (2017–2018, Marvel Comics)
- Star Wars: The Last Jedi, portada para el número #2 (May 2018, Marvel Comics)[24]
- Nightwing (2016 series), portada variante para el número #52 (November 2018, DC Comics)[23]
- Shazam! (2018 series), portada variante para el número #6 (June 2019, DC Comics)[23]
- Wonder Woman (2016 series), portada variante para el número #63 (January 2019, DC Comics)[23]

## Premios y reconocimientos
| Año  | Organización                                        | Premio y categoría                                                                | Trabajo                  | Resultado |
| ---- | --------------------------------------------------- | --------------------------------------------------------------------------------- | ------------------------ | --------- |
| 2018 | Kondansha                                           | Premio de manga Kondansha, general                                                | Tongari Bōshi no Atelier | Nominada  |
| 2018 | Manga Barcelona                                     | Premio de manga Barcelona, seinen                                                 | Tongari Bōshi no Atelier | Ganadora  |
| 2018 | Manga Taishō, comité ejecurivo                      | Manga Taishō                                                                      | Tongari Bōshi no Atelier | Nominado  |
| 2019 | Festival Internacional de la Historieta de Angulema | Mejor comic juvenil                                                               | Tongari Bōshi no Atelier | Nominada  |
| 2019 | Japan Expo                                          | Premios Japan Expo, Daruma d'or manga                                             | Tongari Bōshi no Atelier | Ganadora  |
| 2019 | L'ange Bleu                                         | Premio Mangawa, mejor manga seinen                                                | Tongari Bōshi no Atelier | Ganadora  |
| 2019 | Ridi Books                                          | Ridibooks Comic Award, Next Manga Award                                           | Tongari Bōshi no Atelier | Ganadora  |
| 2020 | Babelio                                             | Prix Babelio                                                                      | Tongari Bōshi no Atelier | Ganadora  |
| 2020 | San Diego Comic Con                                 | Premio Eisner, Mejor Edición Estadounidense de Material Extranjero - Japón / Asia | Tongari Bōshi no Atelier | Ganadora  |
| 2020 | Premios Harvey                                      | Mejor manga                                                                       | Tongari Bōshi no Atelier | Ganadora  |
| 2020 | Kondansha                                           | Premio de manga Kondansha, general                                                | Tongari Bōshi no Atelier | Nominada  |